# 莱茵河畔宾根
莱茵河畔宾根（德語：Bingen am Rhein，發音：[ˈbɪŋən ʔam ˈʁaɪn]）是德国莱茵兰-普法尔茨州美因茨-宾根县的城市，面积37.71平方千米，2023年12月31日人口为26,339人。

## 友好城市
莱茵河畔宾根与以下城市结为友好城市：
- 英格兰 希欽（1958年）
- 法國 尼伊圣乔治（1960年）
- 法國 沃纳雷莱洛姆（1967年）
- 科索沃 普里兹伦（1968年）
- 土耳其 阿納穆爾（2011年）
- 捷克 库特纳霍拉（2011年）